# كين ساندرز (لاعب كرة قاعدة)
كين ساندرز (بالإنجليزية: Ken Sanders) هو لاعب كرة قاعدة أمريكي، ولد في 8 يوليو 1941 في سانت لويس في الولايات المتحدة.

## وصلات خارجية
- كين ساندرز على موقع دوري كرة القاعدة الرئيسي (الإنجليزية)
- كين ساندرز على موقعبيزبول رفرنس.كوم (الدوري الرئيسي) (الإنجليزية)
- كين ساندرز على موقعبيزبول رفرنس.كوم (الدوري الثانوي) (الإنجليزية)
- كين ساندرز على موقع إي إس بي إن.كوم (أم.أل.بي) (الإنجليزية)
- كين ساندرز على موقع مشجعي الرسوم البيانية (الإنجليزية)